# Василь Верещака
Василь Верещака (за іншими відомостями — Верещага) — український розвідник часів гетьмана Богдана Хмельницького. Камергер польського короля.

## Життєпис
Народився на початку XVII століття в Україні. У наукових дослідженнях зустрічається згадка про його службу у брацлавського воєводи Адама Кисіля. Дослідникам не відомо, як саме Василь поступив на службу при дворі польського короля.
Василь досить швидко показав себе здібним — він розбирався у державних справах, швидко орієнтувався у будь-яких ситуаціях, умів чітко й зрозуміло викладати свої думки. Він став вхожий у світське коло і згодом отримав чин камергера короля.

## Розвідувальна діяльність
За родом своєї діяльності мав причетність до складання листів та інших документів за результатами засідань сейму і різних нарад, іноді особисто був присутній при обговоренні політичних питань.
Обмін інформацією з ним активізувався під час масштабних бойових дій з поляками у період Хмельниччини 1648—1654 рр. Після перемог українських козацьких військ над поляками на річці Жовті Води і під Корсунем практично жодне засідання сейму не обходилося без розгляду українського питання.
Василь Верещака виконував таємну місію, інформуючи Хмельницького про наміри польського уряду. Для цього були ретельно продумані способи передачі і доставки письмових послань, маршрути, підібрані надійні люди. Щоб убезпечити самого Верещаку, максимально було звужено коло осіб, які могли зв'язуватися з ним, забирати листи і передавати звістки від самого Хмельницького.
Маючи об'єктивну інформацію від Верещаки про польські наміри, Богдан Хмельницький після козацької ради, скликаної у Чигирині, написав до сенату листа. У ньому він застерігав Річ Посполиту, щоб розмови про замирення не робилися заради зради, бо він має відомості про збирання військ і стягування їх поближче до українських земель. Щоб не дати застати себе зненацька, гетьман почав скликати до себе козацькі загони.
На одному із засідань сейму було звернуто увагу на той факт, що «під Берестечком, по відступу козаків, знайшовся між паперами Хмельницького щоденник сейму 1649 р. після Зборова, де всіх по імені і прізвищах названо, що хто говорив на сеймі, хоча в цілому хотіли те у таємниці тримати».
Король наказав негайно встановити, хто в близькому оточенні став очима і вухами українського гетьмана. Під підозру потрапив і Верещака. З його слугою зустрівся представник таємної канцелярії, який дав вказівку збирати інформацію про всіх, з ким його господар спілкується вдома.

## Арешт
Провівши обшук у покоях Верещаки поляки виявили зашифровані записи та грамоти Хмельницького. У грудні 1650 року «справа Верещаки» була
спеціально винесена на засідання польського парламенту. Розвідник заперечував, що має відношення до цих записів, мовляв, їх просто забули ченці з Києва, які перебували у Варшаві під час обговорення умов Зборовської угоди. Сейм це задовільнило, принаймні ще понад шість місяців він працював, як і раніше, передаючи інформацію про наміри поляків.
Щоб відвернути від себе підозри, Верещака незадовго до битви під Берестечком представив Яну Казимиру грамоту Хмельницького до семиградського князя Ференца Ракоці, яку йому нібито вдалося перехопити. Проте через підкупленого слугу прибічникам короля вдалося дізнатися, що цю грамоту підробив сам розвідник, а свої таємні папери він зберігає у власному ліжку.
Після нового обшуку Верещака схопили і ув'язнили у фортеці Мальборк. Але й тут своєї провини він не визнавав. Достовірних документальних свідчень про подальшу його долю не збереглося.